# 松本章宏
松本 章宏（まつもと あきひろ、1991年2月28日 - ）は、石川県金沢市出身のプロボクサー。ABCOスーパーバンタム級王者。カシミボクシングジム所属。遊学館高等学校卒。

## 来歴
- 中学1年からボクシングに取り組み、遊学館高3年でプロテストに合格[1]。
- 2009年1月11日、高校3年在学中で、マックスタケル（とよはし櫻）と石川県産業展示館3号館でデビュー戦を行い、4R判定で勝利する。同日はロリー松下の東洋太平洋スーパーバンタム級タイトルマッチが行われていた。
- 2009年6月21日、高校卒業後、運送物流コンサルティング会社に勤め[2]、愛知県名古屋市中区の愛知県産業貿易館でロリー松下の東洋太平洋スーパーバンタム級タイトルマッチの前座で、野田幸宏（コパン星野）と戦い、4RTKOで降す。12月6日、塩川勝久（トヤマ）と産業展示館2号館で戦い、4R判定勝。
- 2010年5月30日、中日本新人王決定戦スーパーバンタム級準決勝で、三村賢志（畑中）と岐阜県岐阜市の岐阜商工会議所2Fホールで戦い、1RTKOで決勝進出。
- 2010年8月7日、中日本新人王決定戦スーパーバンタム級決勝を、名古屋市昭和区の名古屋市公会堂で、三村賢志の双子の弟三村達志（岐阜ヨコゼキ）と行う。三村のバッティングによる出血がひどくなったため4R判定で勝利。同時に技能賞も獲得した。
- 2010年9月19日、大阪府大阪市浪速区の大阪府立体育会館第二競技場で行われた西日本・中日本代表戦で、西日本新人王西口直輝（森岡）と戦い、5R判定勝利する。
- 2010年10月24日、熊本県熊本市のフードパル熊本で行われた全日本新人王西軍代表決定戦で、西部日本新人王仲村健志（琉球）に5R判定で勝利し、西軍代表となる。
- 2010年12月19日、後楽園ホールで行われた全日本新人王決定戦に西軍代表として、東日本新人王コーチ義人（角海老宝石）と戦う。5R3-0判定で1Rも取れず、初の敗北とともに、新人王を逃す[3]。
- 2011年4月24日、カシミ主催の日中尼国際交流試合（石川県産業展示館2号館）で姜濤（中国）を2RTKOで降す。
- 2011年6月28日、中国四川省会理県で空位のABCOスーパーバンタム級王座決定戦に出場。斉漠祥（中国）を4RTKOで降し、王座獲得。
- 2011年9月24日、愛知県名古屋市熱田区の名古屋国際会議場イベントホールで行われた西日本・中日本対抗戦に、同じジムの先輩中岸風太の欠場による穴埋めで出場。スーパーバンタム級8R戦で、川口裕（グリーンツダ）を相手に、0-3(78-74、78-74、77-75)判定負[4]。

## 獲得タイトル
- ABCOスーパーバンタム級王座